# Милош Заткалик
Милош Заткалик (1959) српски је композитор и теоретичар. 

## Живот и стваралаштво
Милош Заткалик је рођен је 1959. године.
Студирао је композицију на ФМУ у Београду,у класи професора Василија Мокрањца и Рајка Максимовића. Стдије је наставио у САД и Енглеској. Поред наведених студијских програма, похађао Филолошки факултет универзитета у Београду и дипломирао и енглески језик и књижевност. 
Његови теоријски радови објављивани су у  светским и националним и часописима у којима се бавио испитивањем веза између области као што су музика, лингвистика и књижевност као и анализом музике XX века и разматрањима психоаналитичке основе музичке анализе. Аутор је првог домаћег уџбеника музичке анализе који је доступан електронској форми.
Предаје и ради на Аакадемији Уметности у Бањалуци, и као редовни професор и шеф Kатедре за музичку теорију на ФМУ. Предавао је по позиву у Kанади, Норвешкој, Немачкој, Словенији, Аустралији, Аргентини и САД.
Његове ауторске композиције извођене су, поред Србије, у Шпанији, Немачкој, Русији, Канади, Аргентини, САД-у.

## Дела
- Minas Tirit за симфонијски оркестар
- What’s He to Hecuba за симфонијски оркестар
- О Саралинди, Xингуу и војводи кога је прогутао Голем – бајка за велики оркестар
- камерна остварења Песма лудака из Чуа
- Изгубљени фрагменти за гудачки оркестар
- Изгубљени фрагменти II за кларинет, виолончело и клавир
- И као да ничег није било
- Изгубљени фрагменти за гудачки оркестар
- Dum incerta petimus за гудачки оркестар
- Наизглед безазлена игра за вибрафон, виолончело и клавир
- солистичка (за флауту, виолу, виолончело, клавир, обоу)
- Il mostro meccanico за два клавира
- Бука у унутрашњој тишини за флауту, обоу, кларинет, клавир и удараљке
- Три песме Александра Серча за мецосопран, кларинет и клавир
- A beleza do Alberto Caeiro за мецосопран, кларинет, виолу и клавир
- Накнадна размишљања за дувачки квинтет
- Соло песме